# Gastropteron chacmol
Gastropteron chacmol är en snäckart som beskrevs av Terrence M. Gosliner 1989. Gastropteron chacmol ingår i släktet Gastropteron och familjen Gastropteridae. Inga underarter finns listade i Catalogue of Life.